# Рик Бари
Ричард Франсис Денис Бари III (енгл. Richard Francis Dennis Barry III; Елизабет, Њу Џерзи, 28. март 1944) је бивши амерички кошаркаш. Играо је на позицији крила.
Бари је играо и у Америчкој Кошаркашкој Асоцијацији (АБА) и у Националној Кошаркашкој Асоцијацији (НБА). НБА га је именовала једним од 50 најбољих играча у историји, 1996. године, он је једини играч који је предводио Националну факлутетску атлетску асоцијацију (НЦАА), АБА и НБА у постизању поена у једној сезони. Његових 30.5 поена по утакмици је највише у АБА каријери, а он је једини играч који је постигао 50 поена у 7 утакмици у плеј-офу у било којој лиги. Један је од четири играча који су део тимова шампиона АБА и НБА.
Бери је надалеко познат по својој необичној, али изузетно ефикасној техници слободног бацања, пошто их је шутирао одоздо, тј избачај лопте је ишао од колена ка грудима. U његовој каријери постизао је  .880 посто слободних бацања, што је заузело је прво место у историји АБА, а у време одласка у пензију 1980. године, његових .900 процената било је најбоље од свих НБА играча. 1987. године примљен је у Меморијалну кошаркашку кућу славних.
Бери је отац бивших професионалних кошаркаша Брента Берија, Џона Берија, Дру Берија и Скутер Берија, а садашњег професионалног играча Кењон Берија.

## Ране године и Колеџ
Бери је одрастао у Розел Парку,  Њу Џерзи, где му је бејзбол био омиљени спорт у младости. Одрастао је као обожаватељ локалне звезде Њујорк Чајантса-а Вилија Мајса, који је носио дрес са бројем 24, а тај број носио би у част аутфилдеру током целе своје кошаркашке каријере. 1962. Бери је завршио средњу школу Розел Парк.
Бери је одлучио да похађа Универзитет у Мајамију, највећим делом зато што је главни тренер урагана Брус Хејл, изводио напредни нападачки стил, који је одговарао његовим вештинама и атлетици. Тамо је свеамериканац упознао своју будућу супругу Памелу, која је била ћерка главног тренера. Као сениор у сезони 1964–65, Бери је предводио НЦАА са просеком од 37.4 поена по утакмици. Бери је један од само два кошаркаша чије је број повучен.
Берија је драфтовли Сан Франциско Вориорси, као други пик на НБА драфту из 1965. године.

## Професионална играчка каријера

### Сан Францисцо Вориорс
У првој сезони Берија у НБА лиги са Вориорсима, тим је направио квантни скок са 17 на 35 победа и био у борби за плеј-оф до финалне утакмице регуларног дела сезоне. У Ол-Стар утакмици, једну сезону касније, Бери је еруптирао са 38 поена док је тим са Запада изненадио Источни тим, који је између осталих великана свих времена имао Вилт Чемберлејна, Оскара Робертсона и Била Расела. Касније те сезоне, Бери и компанија продужили су на моћне Филаделфија Севентисиксерсе, на шест високо конкурентних утакмица у НБА финалу, нешто што Расел и Бостон Селтикси нису могли учинити у финалу источне конференције.
Надимком "Мајами хрт" дугогодишњег емитора из Сан Франциска, Била Кинга због његове витке физичке грађе и изванредне брзине и инстинкта. Бери  је освојио награду НБА Руки године, након просечних 25.7 поена и 10.6 скокова по утакмици у сезони 1965–66. Следеће године освојио је НБА Ол-стар МВП, 1967. са 38 поена и предводио је НБА у бодовању са просеком од 35.6 поена по утакмици - што се још увек налази на осмом месту у лиги. Берију се придружио Нејт Трурмонд у Сан Франциску. Бери је помогао да одведе Вориорсе до финала НБА лиге 1967. године, које су изгубили од Филаделфије Севентисиксерса у шест утакмица, укључујући 55 поена у трећој утакмици. Бери је просечно давао 40.8 поена по утакмици у, рекорд НБА финала који је стајао три деценије.
Узнемирен што му нису платили довољно новца, за који је веровао да му припада, од власника Вориорса Френклина Мјулиja, Бери је отишао у Оакланд Оакс (АБА), који му је понудио добар уговор и шансу да игра за Бруса Хејла, свог тадашњег таста. Трогодишња уговорна понуда Пет Боуна, певача и власника екипе, процењена је на 500.000 УСД, а Бери је рекао да је "понуда коју ми је понудио Оакланд била једина коју једноставно не могу одбити" и да ће га учинити једним од кошаркашких најплаћенијих играча. Судови су наредили Берију да изађе из сезоне 1967–68 пре него што је кренуо да игра у АБА, подржавајући валидност резервне клаузуле у свом уговору. Предходио је аутфилдера Ст. Луис Кардиналса, Курта Флуда, чији је познатији изазов резервној клаузули био све до Врховног суда САД, две године као први амерички професионални спортиста из већих лига који је покренуо судску тужбу против њега. Настали негативни публицитет бацио је Берија у негативно светло, приказујући га као себичног и гладног новца. Међутим, многи играчи у НБА тада су гледали да дођу до АБА ради уноснијих уговора.